# Benoît Jaubert
Pour les articles homonymes, voir Jaubert.
Benoît Jaubert est un producteur de cinéma français né le 9 septembre 1968 .

## Biographie
Il est gérant des sociétés de production Benji Films et Kaza Films.

## Filmographie (sélection)
- 1992 : L'Odeur de la papaye verte d'Trần Anh Hùng
- 1994 : Cyclo d'Trần Anh Hùng
- 2000 : À la verticale de l'été d'Trần Anh Hùng
- 2003 : Snowboarder d'Olias Barco
- 2006 : Avida de Gustave Kervern et Benoît Delépine
- 2007 : Les Deux Mondes de Daniel Cohen
- 2008 : Louise-Michel de Gustave Kervern et Benoît Delépine
- 2008 : Johnny Mad Dog de Jean-Stéphane Sauvaire
- 2008 : Babylon A.D. de Mathieu Kassovitz
- 2011 : L'Ordre et la Morale de Mathieu Kassovitz (également co-scénariste)
- 2011 : Torpédo de Matthieu Donck
- 2018 : Les Confins du monde de Guillaume Nicloux
- 2014 : Moi Nojoom, 10 ans, divorcée de Khadija al-Salami
- 2015 : Ange et Gabrielle de Anne Giafferi
- 2020 : Tyler Rake de Sam Hargrave
- 2020 : Suspect numéro un de Daniel Roby
- 2020 :  Da 5 Bloods de Spike Lee
- 2021 : Cherry de Anthony Russo et Joe Russo
- 2022 : The Gray Man de Anthony Russo et Joe Russo
- 2023 : Tyler Rake 2 de Sam Hargrave
- 2025 : The Electric State de Anthony et Joe Russo

## Distinctions

### Nominations
- César 2012 : César de la meilleure adaptation pour L'Ordre et la Morale